# Joseph Schröffer
Joseph Schröffer, né le 20 février 1903 à Ingolstadt en Allemagne et mort le 7 septembre 1983 à Nuremberg, est un cardinal allemand, secrétaire de la Congrégation pour les séminaires et les universités de 1967 à 1976.

## Biographie

### Prêtre
Joseph Schröffer est ordonné prêtre le 28 octobre 1928 pour le diocèse d'Eichstätt.

### Évêque
Nommé évêque de ce diocèse le 23 juillet 1948, il est consacré le 21 septembre suivant par Joseph Otto Kolb avec comme co-consécrateurs Josef Wendel et Artur Michael Landgraf (de).
Le 17 mai 1967, il est appelé à la curie romaine comme secrétaire de la Congrégation pour les séminaires et les universités avec le titre d'archevêque titulaire (ou in partibus) de Volturnum (de). Il se retire de cette fonction le jour même de sa création comme cardinal.

### Cardinal
Il est créé cardinal par le pape Paul VI lors du consistoire du 24 mai 1976 avec le titre de cardinal-diacre de San Saba.

## Succession apostolique
Joseph Schröffer a ordonné les évêques suivants :
- Évêque Alois Brems (1968)